# نظام وستمنستر

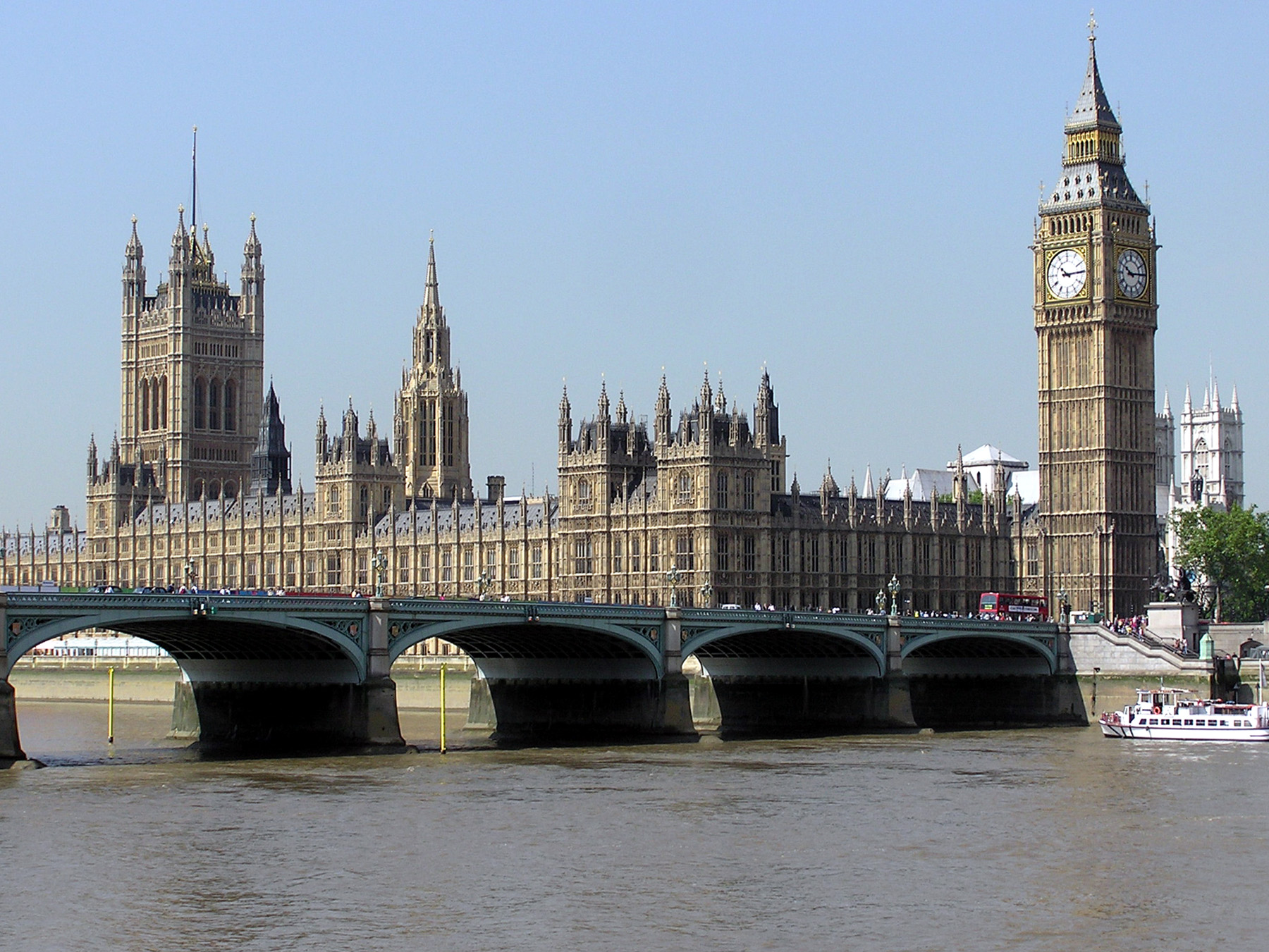
البرلمان البريطاني داخل قصر وستمنستر في لندن

نظام وستمنستر أو نموذج وستمنستر هو نظام برلماني -سلسلة من إجراءات إدارة هيئة تشريعية- طُوِّر في إنجلترا، وهي حاليًا إحدى الدول التأسيسية للمملكة المتحدة. ظهر هذا المصطلح في قصر وستمنستر، مقر البرلمان البريطاني. يُستخدم النظام، أو استُخدم سابقًا، في المجالس التشريعية الوطنية ودون الوطنية لمعظم المستعمرات السابقة التابعة للإمبراطورية البريطانية عقب حصولها على الحكم الذاتي، بدءًا بالمقاطعات الكندية في عام 1848، والمستعمرات الأسترالية الست بين عامي 1855 و1890. مع ذلك، تبنت بعض المستعمرات السابقة منذ ذلك الحين إما النظام الرئاسي (كنيجيريا) أو النظام الهجين (كجنوب أفريقيا) كنظام حكم.
تضم جوانب نظام وستمنستر فرعًا تنفيذيًا مؤلفًا من أعضاء الهيئة التشريعية، وهو المسؤول أمام الهيئة التشريعية؛ ووجود أحزاب المعارضة البرلمانية؛ ورأس الدولة الشرفي يختلف عن رئيس الحكومة. كثيرًا ما يتعارض نظام وستمنستر مع النظام الرئاسي الذي انطلق من الولايات المتحدة، أو مع النظام شبه الرئاسي الذي يستند إلى حكومة فرنسا.

## السمات
قد يتألف نظام حكم وستمنستر من بعض السمات التالية:
- رأس دولة يقوم بمهام المُكلّف بالسلطة التنفيذية الاسمية أو القانونية والدستورية، ويُكلّف بالعديد من السلطات الاحتياطية، ولكن تتمثل معظم واجباته اليومية بأداء مهام شرفية. من الأمثلة على ذلك الملكة إليزابيث الثانية، أو الحكام العامون في عالم الكومنولث، أو رؤساء العديد من الدول، أو حكام الدول والأقاليم التأسيسية في الأنظمة الفيدرالية. تُستثنى أيرلندا وإسرائيل من هذا السياق، واللتين يتمتع رؤسائهما بحكم القانون وحكم الأمر الواقع، ولا يتمتع الأخير بأي نوع من السلطة الاحتياطية.
- رئيس حكومة (أو رئيس تنفيذي)، يُعرف برئيس الوزراء أو رئيس مجلس الدولة أو كبير الوزراء أو الوزير الأول. على الرغم من أن رئيس الدولة يعين رئيس الحكومة، يشير المؤتمر الدستوري إلى وجوب حصول الشخص المعيّن على تأييد أغلبية أعضاء البرلمان المنتَخبين. غالبًا ما يُعيَّن الزعيم البرلماني لحزب سياسي ما في حال انتماء أكثر من نصف أعضاء البرلمان المنتَخبين إلى ذلك الحزب،[7] تُستثنى إسرائيل من ذلك، والتي أُجريت فيها انتخابات مباشرة لتعيين رئيس الوزراء في 1996 و1999 و2001.
- السلطة التنفيذية برئاسة رئيس الحكومة والتي تتألف عادة من أعضاء الهيئة التشريعية مع كبار أعضاء الهيئة التنفيذية في مجلس الوزراء المتقيد بمبدأ المسؤولية المشتركة لمجلس الوزراء، يضطلع هؤلاء الأعضاء بتنفيذ مهام السلطة التنفيذية نيابة عن السلطة التنفيذية الاسمية أو النظرية.
- جهاز خدمة مدنية مستقل وغير حزبي لتقديم المشورة بشأن قرارات الحكومة المنتخبة وتنفيذها. يحصل الموظفون المدنيون على عقود تعيين دائمة، وبإمكانهم توقع إجراءات الاختيار على أساس الجدارة واستمرارية العمل أثناء تغير الحكومات.[8]
- وجود معارضة برلمانية (في نظام متعدد الأحزاب) مع زعيم رسمي للمعارضة.
- هيئة تشريعية، والتي غالبًا ما تكون برلمانًا ذو مجلسين، مع مجلس واحد منتَخب على الأقل –على الرغم من وجود أنظمة ذات مجلس واحد. عادة ما يُنتخب مجلس النواب وفق نظام الفوز للأكثر أصواتًا من دوائر انتخابية أحادية التمثيل، والذي ما يزال الأكثر شيوعًا، على الرغم من أن بعض الدول تتبع نظام التمثيل النسبي (كإسرائيل ونيوزيلندا)، أو التصويت المتوازي (كاليابان)، أو جولة الإعادة المباشرة (كبابوا غينيا الجديدة وأستراليا).
- مجلس أدنى يتمتع بصلاحية إقالة الحكومة من خلال «سحب (أو حجب) الامدادات المالية» (رفض الميزانية)، أو تمرير اقتراح حجب الثقة، أو إبطال منح الثقة.
- برلمان يمكن حله وإجراء انتخابات مبكرة في أي وقت.
- امتياز برلماني يتيح للهيئة التشريعية مناقشة أي قضية تراها مهمة دون خوف من العواقب الناجمة عن البيانات التشهيرية أو سجلاتها.
- محاضر الجلسات، والتي تُعرف غالبًا بهانسارد، بما في ذلك قدرة الهيئة التشريعية على إجراء مناقشات من هذه المحاضر.
- قدرة المحاكم على تناول موضوع تكتم القانون التشريعي أو الغموض الذي يكتنفه من خلال تطوير القانون العام. هناك نظام آخر مواز للمبادئ القانونية يُعرف بقانون العدالة. يُستثنى من ذلك الهند وكيبك في كندا واسكتلندا في المملكة المتحدة بين دول أخرى تخلط بين القانون العام والأنظمة القانونية الأخرى.

انبثقت أغلب إجراءات نظام وستمنستر عن أعراف وممارسات وسوابق قضائية لبرلمان المملكة المتحدة، والتي تشكل جزءًا مما يعرف بدستور المملكة المتحدة. خلافًا للدستور البريطاني غير المدون، دونت معظم الدول التي تنتهج نظام وستمنستر النظام، ولو جزئيًا، في دستور مكتوب.
مع ذلك، ما تزال الاتفاقيات والممارسات والسوابق القضائية غير المدونة تضطلع بدور رئيسي في معظم الدول، إذ لا توضح العديد من الدساتير جوانب إجرائية هامة. على سبيل المثال، لا تذكر بعض الدساتير القديمة التي تتبع نظام وستمنستر وجود مجلس الوزراء أو رئيس الوزراء، وذلك لأن واضعي تلك الدساتير اعتبروا تلك المناصب أمرًا مسلمًا به. تتعارض هذه الاتفاقيات أحيانًا، والسلطات الاحتياطية، وغير ذلك من التأثيرات في أوقات الأزمات، ففي مثل هذه الأوقات، تُختبر نقاط الضعف التي تعيب الجوانب غير المدونة لنظام وستمنستر، فضلًا عن مواطن القوة التي تتمتع بها مرونة نظام وستمنستر. كمثال توضيحي على ذلك، إبان الأزمة الدستورية في أستراليا عام 1975، أقال السير جون كير، الحاكم العام لأستراليا، رئيس الوزراء غوف وايتلام واستبدله بزعيم المعارضة مالكولم فرازير.

### ملخص البنية النموذجية لنموذج وستمنستر
| النمط          | برلمان من مجلسين (مجلس واحد في ظروف معينة) | المجلس الأعلى (الموافقة على القانون) |
| النمط          | برلمان من مجلسين (مجلس واحد في ظروف معينة) | المجلس الأدنى (تمثيل الشعب) |
| قيادة البرلمان | رأس الدولة                                 | العاهل (المُمثل أحيانًا بنائب الملك، كالحاكم أو الحاكم العام) أو رئيس شرفي. |
| قيادة البرلمان | رئيس الحكومة                               | رئيس الوزراء (دولة ذات سيادة/ دولة) أو رئيس مجلس الدولة أو كبير الوزراء (المقاطعات، والولايات، والأقاليم) تضم الألقاب الاخرى الوزير الأول والرئيس التنفيذي ورئيس مجلس الوزراء.                                                       |
| قيادة البرلمان | رئيس الجلسة                                | رئيس المجلس الأعلى |
| قيادة البرلمان | رئيس الجلسة                                | رئيس المجلس الأدنى |
| عام            | الحكومة                                    | برئاسة رئيس الوزراء. يُشكَّل مجلس وزراء يختاره رئيس الحكومة من الحكومة. الحكومة مسؤولة عن تمثيل مصالح وقيم الشعب الذي تخدمه. الحكومة مسؤولة أيضًا أمام بقية البرلمان، إذ أنها عرضة للمساءلة وخاضعة للالتزام وترفع تقاريرها إلى البرلمان. |
| عام            | المعارضة                                   | بقيادة زعيم المعارضة. تُشكَّل حكومة ظل يختارها زعيم الحزب من المعارضة. |
| عام            | الخدمة المدنية                             | متاحة لشعب الدولة، وتعمل لصالح مختلف المنظمات الحكومية (الصحة، والإسكان، والتعليم، والدفاع) |
| عام            | القوات المسلحة                             | التنظيم الدفاعي للدولة/ البلد. |

## تطبيق النظام
يُعد نمط المهام التنفيذية في نظام وستمنستر معقدًا للغاية. إذ يكون رأس الدولة، العاهل أو الرئيس، مجرد رئيس صوري شرفي يشكل مصدرًا نظريًا أو اسميًا أو قانونًا للسلطة التنفيذية ضمن النظام. على الصعيد العملي، لا تمارس هذه الشخصية السلطات التنفيذية بفعالية، على الرغم من ممارسة السلطة التنفيذية باسمها شكليًا.
في الوضع الأمثل، يحظى رئيس الحكومة، الذي يُطلق عليه لقب رئيس الوزراء أو رئيس مجلس الدولة، بتأييد أغلبية المجلس المسؤول، ولابد أن يكون قادرًا على ضمان عدم وجود أغلبية مطلقة ضد الحكومة. في حال إقرار البرلمان اقتراح حجب الثقة أو رفض تمرير مشروع قانون مهم كالميزانية، يتعين على الحكومة إما الاستقالة ليتسنى تعيين حكومة مختلفة أو السعي إلى حل البرلمان ليتسنى إجراء انتخابات عامة جديدة لإعادة تأكيد تكليف الحكومة أو رفضها.
يمارس مجلس الوزراء السلطة التنفيذية في نظام وستمنستر بصورة رئيسية، إلى جانب عدد أكبر من الوزراء، وعادة ما يضطلع رئيس الحكومة بالدور القيادي في الوزارة. في المملكة المتحدة، يتمتع الحاكم بالسلطة التنفيذية نظريًا، على الرغم من أن رئيس الوزراء ومجلس الوزراء هم من يطبقون السلطات التنفيذية بفعالية. في جمهورية برلمانية كالهند، يكون الرئيس هو المسؤول التنفيذي بحكم القانون، على الرغم من أن رئيس الوزراء ومجلس الوزراء هم من يحددون السلطات التنفيذية أساسًا. في إسرائيل، تتمتع السلطة التنفيذية بسلطة قانونية وفعلية في مجلس الوزراء، ويكون الرئيس بحكم القانون والواقع مجرد رئيس صوري شرفي.